# Тумон (залив)
Залив Тумон, англ. Tumon Bay — залив на территории Гуама, выходящий в Филиппинское море. Он ограничен на севере Мысом двух влюблённых, на юге — мысом Ипао. На территории залива расположена территория Морского заповедника залива Тумон (Tumon Bay Marine Preserve Area, MPA), одного из пяти морских заповедников на Гуаме. Площадь заповедника составляет 4,54 квадратных километра, длина — около двух с половиной километров, заповедник составляет 9,2 % всей охраняемой морской территории Гуама. Платформа окаймляющего рифа, отделяющего открытый океан от лагуны, имеет ширину до 1450 футов (440 м.) и находится на расстоянии до одной мили от берега. Залив расположен в районе Тумон, туристическом центре острова, недалеко от Тамунинга.

## История
Открытие региона европейцами датируется 6 марта 1521 года, когда португальский исследователь Фернан Магеллан высадился на Гуаме. Залив Тумон наряду с заливом Хагатна считаются наиболее вероятными местами первой высадки европейцев.
Во время войны на Тихом океане японцы установили в заливе несколько ДОТов, однако неизвестно участвовал ли какой-либо из них непосредственно в битве за Гуам в 1944 году. Эти ДОТы явно предназначались для отражения захватчиков, идущих с севера и северо-запада, однако вторжение США, начавшееся 21 июля 1944 года, происходило с юга и с юго-запада. Район залива Тумон был захвачен американскими войсками, наступавшими с юга, примерно 2 августа 1944 года.
В 1960-х годах правительство Гуама провело работы, проделав неглубокий разрез в окаймляющем рифе напротив пляжа Сан-Виторес, чтобы туда могли заходить небольшие суда.
В 1986 году Гуамский отдел водных и диких ресурсов определил, что запасы рыбы за предыдущие 15 лет сократились на 70 процентов, и начал процесс выделения территорий с ограниченным уловом вокруг Гуама. В 1996 году на Гуаме был принят закон, запрещающий использование моторных плавсредств внутри залива Тумон, за исключением гидроциклов, следующих с пляжа Сан-Виторес прямо через разрез в рифе в открытый океан. Прогулочным яхтам также разрешено использовать разрез, чтобы выйти в океан. Рыбацким лодкам, даже не моторным, запрещено заходить в лагуну с 1999 года, когда был создан морской заповедник. В настоящее время лагуну могут использовать только малые прогулочные и гребные суда. В 1990-х годах, когда отели заполнили прибрежную территорию вдоль залива Тумон, гостиничное руководство провело углубление залива, чтобы удалить водоросли, которые часто выбрасывались на берег и «портили красоту» пляжа. Некоторые экологи считают, что тем самым экосистеме залива был нанесён огромный ущерб: понадобятся многие десятилетия для её естественного восстановления.
В июне 2009 года межведомственная группа мониторинга коралловых рифов Гуама начала частичный мониторинг морского заповедника залива Тумон, а полный мониторинг данных был проведён в 2010 году. Исследование 2010 года, помимо всего прочего, показало, что создание морских заповедников Гуама удвоило уровень смертности в результате утопления рыбаков чаморро; при этом предполагалось, что они были вытеснены в районы рыбной ловли, сопряжённые с более высоким риском.

## Настоящее время
Залив постоянно используется для рыбалки и активных видов отдыха, таких как: плавание, дайвинг и гребля на каноэ. Соревнования по гребле на каноэ на Южно-Тихоокеанских играх 1999 года проводились на пляже Матапанг в заливе Тумон. Дайвинг на пляже Ган-Бич, расположенном в северной части залива, называют «лучшим погружением с берега на Гуаме».